# Jim Piggott-emlékkupa
A Jim Piggott-emlékkupa egy trófea az észak-amerikai Western Hockey League junior jégkorongligában. A trófeát az év újoncának ítélik oda a szezon végén. A névadó Jim Piggott volt, aki a Saskatoon Blades nevű csapat alapítója volt, valamint a liga első elnöke.

## A díjazottak
- A kékkel kiemelt játékosok a CHL az év újonca díjat is elnyerték.

| Év        | Játékos                                                     | Csapat                                                     |
| --------- | ----------------------------------------------------------- | ---------------------------------------------------------- |
| 2014–2015 | Nolan Patrick                                               | Brandon Wheat Kings                                        |
| 2013–2014 | Nick Merkley                                                | Kelowna Rockets                                            |
| 2012–2013 | Seth Jones                                                  | Portland Winterhawks                                       |
| 2011–2012 | Sam Reinhart                                                | Kootenay Ice                                               |
| 2010–2011 | Mathew Dumba                                                | Red Deer Rebels                                            |
| 2009–2010 | Ryan Nugent-Hopkins                                         | Red Deer Rebels                                            |
| 2008–2009 | Brett Connolly                                              | Prince George Cougars                                      |
| 2007–2008 | Brayden Schenn                                              | Brandon Wheat Kings                                        |
| 2006–2007 | Kyle Beach                                                  | Everett Silvertips                                         |
| 2005–2006 | Peter Mueller                                               | Everett Silvertips                                         |
| 2004–2005 | Tyler Plante                                                | Brandon Wheat Kings                                        |
| 2003–2004 | Gilbert Brule                                               | Vancouver Giants                                           |
| 2002–2003 | Matt Ellison                                                | Red Deer Rebels                                            |
| 2001–2002 | Braydon Coburn                                              | Portland Winter Hawks                                      |
| 2000–2001 | Scottie Upshall                                             | Kamloops Blazers                                           |
| 1999–2000 | Dan Blackburn                                               | Kootenay Ice                                               |
| 1998–1999 | Pavel Brendl                                                | Calgary Hitmen                                             |
| 1997–1998 | Marian Hossa                                                | Portland Winter Hawks                                      |
| 1996–1997 | Donavon Nunweiler                                           | Moose Jaw Warriors                                         |
| 1995–1996 | Chris Phillips                                              | Prince Albert Raiders                                      |
| 1994–1995 | Todd Robinson                                               | Portland Winter Hawks                                      |
| 1993–1994 | Wade Redden                                                 | Brandon Wheat Kings                                        |
| 1992–1993 | Jeff Friesen                                                | Regina Pats                                                |
| 1991–1992 | Ashley Buckberger                                           | Swift Current Broncos                                      |
| 1990–1991 | Donevan Hextall                                             | Prince Albert Raiders                                      |
| 1989–1990 | Petr Nedvěd                                                 | Seattle Thunderbirds                                       |
| 1988–1989 | Wes Walz                                                    | Lethbridge Hurricanes                                      |
| 1987–1988 | Stu Barnes                                                  | New Westminster Bruins                                     |
| 1986–1987 | (Nyugat) Dennis Holland (Kelet) Joe Sakic                   | Portland Winter Hawks Swift Current Broncos                |
| 1985–1986 | (Nyugat) Ron Shudra (Nyugat) Dave Waldie (Kelet) Neil Brady | Kamloops Blazers Portland Winter Hawks Medicine Hat Tigers |
| 1984–1985 | Mark Mackay                                                 | Moose Jaw Warriors                                         |
| 1983–1984 | Cliff Ronning                                               | New Westminster Bruins                                     |
| 1982–1983 | Dan Hodgson                                                 | Prince Albert Raiders                                      |
| 1981–1982 | Dale Derkatch                                               | Regina Pats                                                |
| 1980–1981 | Dave Michayluk                                              | Regina Pats                                                |
| 1979–1980 | Grant Fuhr                                                  | Victoria Cougars                                           |
| 1978–1979 | Kelly Kisio                                                 | Calgary Wranglers                                          |
| 1977–1978 | (döntetlen) Keith Brown (döntetlen) John Ogrodnick          | Portland Winter Hawks New Westminster Bruins               |
| 1976–1977 | Brian Propp                                                 | Brandon Wheat Kings                                        |
| 1975–1976 | Steve Tambellini                                            | Lethbridge Hurricanes                                      |
| 1974–1975 | Don Murdoch                                                 | Medicine Hat Tigers                                        |
| 1973–1974 | Cam Connor                                                  | Flin Flon Bombers                                          |
| 1972–1973 | Rick Blight                                                 | Brandon Wheat Kings                                        |
| 1971–1972 | Dennis Sobchuk                                              | Regina Pats                                                |
| 1970–1971 | Stan Weir                                                   | Medicine Hat Tigers                                        |
| 1969–1970 | Gene Carr                                                   | Flin Flon Bombers                                          |
| 1968–1969 | Ron Williams                                                | Edmonton Oil Kings                                         |
| 1967–1968 | Ron Fairbrother                                             | Saskatoon Blades                                           |
| 1966–1967 | Ron Garwasiuk                                               | Regina Pats                                                |